# Közel-keleti légúti koronavírus

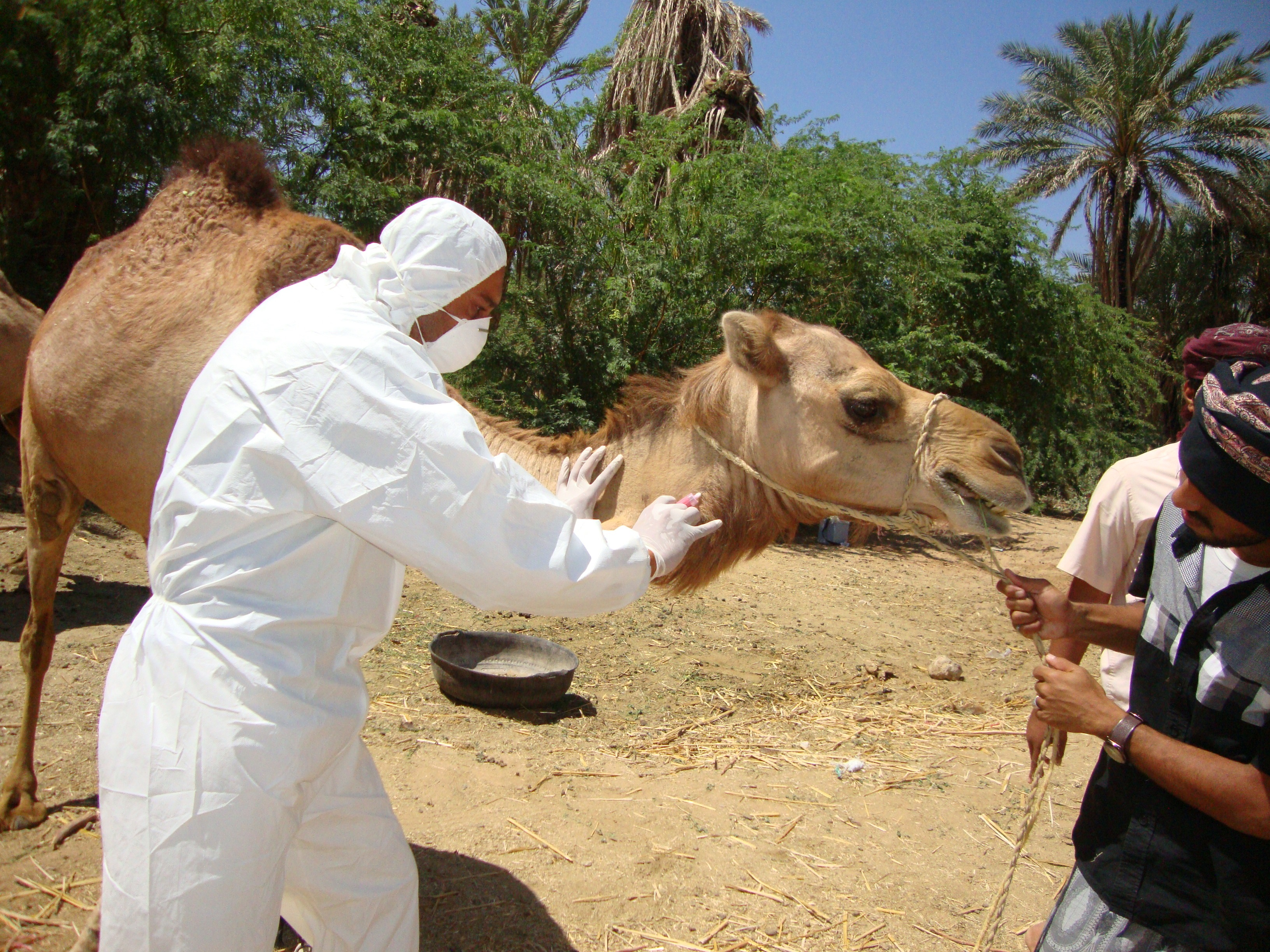
A vírus mintavétele egy tevéből

A közel-keleti légúti koronavírus (angolul Middle East respiratory syndrome coronavirus) vagy MERS-CoV  a koronavírusok Betacoronavirus nemzetségébe tartozó, 2012-ben felfedezett vírusfaj. A közel-keleti légúti szindróma kórokozója, elsősorban Szaúd-Arábiában és környékén okoz megbetegedéseket, de előfordult már Európában és az Egyesült Államokban is. A betegségnek 2014 júliusáig 288 halálos áldozata volt.

## Felfedezése
A vírust 2012-ben izolálta az egyiptomi Ali Mohamed Zaki egy súlyos tüdőgyulladásban és veseelégtelenségben szenvedő szaúdi férfi tüdejéből. Röviddel később, 2012 szeptemberében újabb - ezúttal katari - beteg jelentkezett, majd novembertől kezdődően sorra tűntek fel az újabb esetek Szaúd-Arábiában és Katarban, melyek közül több is halállal végződött. A vírusgenom szekvenálása után egyértelműen elkülöníthető volt a SARS-CoV koronavírustól és a megfázásos tüneteket okozó humán koronavírusoktól. Kezdetben egyszerűen új koronavírusnak, SARS-szerű vírusnak vagy Szaúdi SARS-nak nevezték, aktuális hivatalos elnevezését, a MERS-CoV-t 2013 májusában kapta. A szekvenciavizsgálatok szerint a vírus két: A és B-kládra osztható. A korai eseteket az A-kládba tartó vírusvonalak okozták, újabban a genetikailag némileg különálló B-klád is felbukkant.
Később a MERS-CoV járványokról, több mint 21 országban számoltak be, köztük Szaúd-Arábiában, Jordániában, Katarban, Egyiptomban, az Egyesült Arab Emírségekben, Kuvaitban, Törökországban, Ománban, Algériában, Bangladesben, Indonéziában (egyiket sem erősítették meg), Ausztriában. [2] az Egyesült Királyság, Dél-Korea, az Egyesült Államok, Kína szárazföldi része,  Thaiföld,  és a Fülöp-szigetek.  A MERS-CoV egyike azon vírusok közül, amelyeket a WHO a jövőbeni járvány valószínű okaként azonosított. Felsorolják a sürgős kutatás és fejlesztés céljából.

## Eredete
Kezdettől fogva egyértelműnek látszott, hogy zoonózisról van szó, a kórokozó valamilyen állatról ugrott át az emberre. Kezdetben az egyiptomi sírlakódenevért (Taphozous perforatus) gyanúsították; kimutatták, hogy ebben a fajban és rokonaiban a MERS-CoV-hoz hasonló koronavírusfajok találhatóak.
Az újabb vizsgálatok szerint a vírus eredeti gazdaállata a teve. Fiatal és felnőtt tevékből egyaránt kimutattak egy koronavírust, amely 99%-ban megegyezik a humán B-klád tagjaival. Egy 2013. augusztusi közlemény szerint az ománi tevék 100%-ából és a szaúdi tevék 14%-ából kimutatható a MERS-CoV felszíni proteinje elleni ellenanyag. Két katari páciens kapcsolatban volt egy teveistállóval, ahol három - látszatra egészséges - állatban megtalálták a vírust. Egy 2013 decemberi szaúdi felmérés a megvizsgált 310 teve 90%-nak vérében kimutatta a MERS-CoV-ot. Egy 2014-es júniusi újságcikk leírta, hogy barátai tanúsága szerint a betegség egy 44 éves áldozata kilenc tevét tartott és egy héttel a megbetegedése előtt saját kezűleg kezelte tüsszögő, beteg állatait. A férfiból és a tevékből izolált vírusok genetikailag azonosnak bizonyultak.
Ezek alapján feltételezik, hogy a kórokozó elsődleges forrása a dromedár; ám lehetséges, hogy a tevékben enyhe légúti tüneteket okozó vírus eredetileg denevérekről került át rájuk. Még nem tisztázott egyértelműen, hogy az embereket megbetegítő változat egyetlen átugrási esemény eredménye, vagy a járványt több zoonotikus esemény okozza. A korai esetek genetikai vizsgálata szerint azok egyetlen zoonotikus esemény, illetve az azt követő emberről emberre való átadódás következményei.

## Biológiája

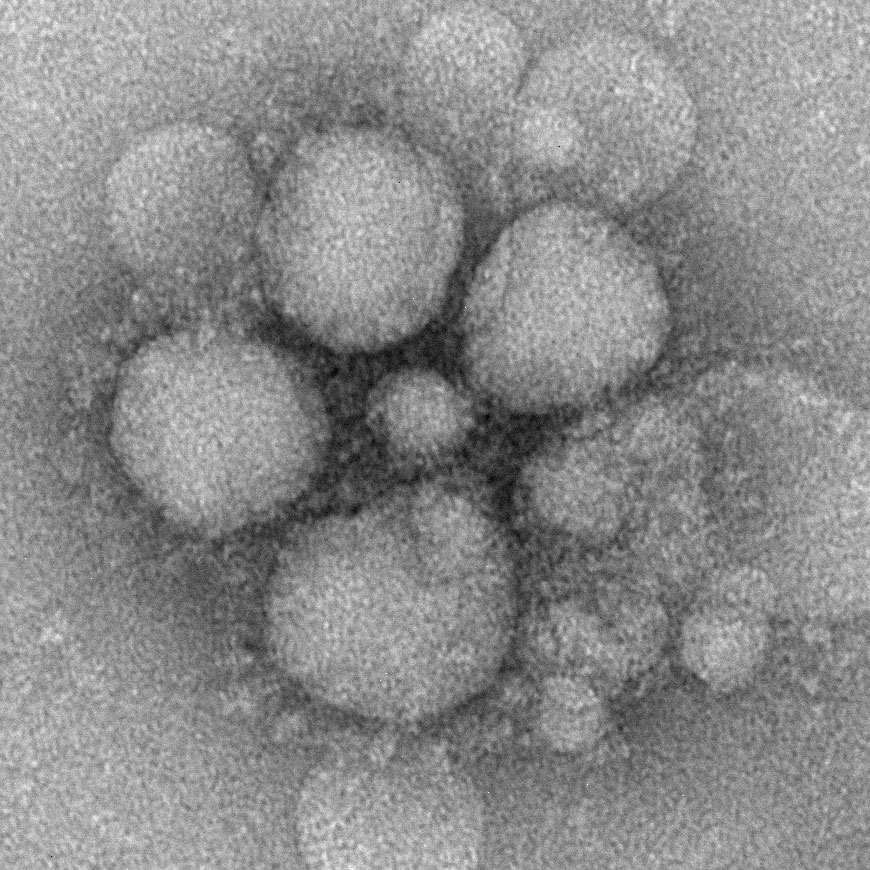
A MERS-CoV elektronmikroszkópos felvétele

A MERS-CoV elsősorban a légutak nem csillós sejtjeit fertőzi meg, ebben eltér a legtöbb légúti panaszokat okozó vírustól. Ezek a sejtek csak 20%-át teszik ki a légúti sejteknek, ezért feltételezik, hogy a továbbadódási hatékonyság alacsony és nagyszámú vírusra van szükség a sikeres fertőzéshez. Sejtfelszíni receptora a dipeptil-peptidáz 4 (DPP-4 vagy CD26). A receptor a légzőszerveken kívül a vese sejtjein is expresszálódik és a MERS veseelégtelenséggel is járhat.
A vírus a többi koronavírushoz hasonlóan lipidburokkal rendelkezik, melyen elektronmikroszkópos felvételeken jól láthatóak a napkorona-szerű felszíni tüskéi. Genomja pozitív (vagyis mRNS-ként használható) egyszálú RNS.
A betegség elsődleges tünetei a láz, hidegrázás, fejfájás, száraz köhögés, nehézlégzés, izomfájdalom. Előfordulhat torokfájás, orrváladékozás, szédülés, émelygés, hányás és hasmenés, hasi fájdalom. Súlyossága az enyhétől egészen a komoly, életveszélyes tüdőgyulladásig, akut légúti szindrómáig terjedhet.
2014 júliusáig világszerte 836 megbetegedést jelentettek, melyből 288 halállal végződött. Szaúd-Arábia a járvány középpontja, itt 689 eset és 283 halál fordult elő. Ezenkívül 21 másik országból jelentettek eseteket; elsősorban a közel-keleti és dél-ázsiai térségből, de az Egyesült Államokban és Európában (Egyesült Királyság, Németország, Franciaország, Olaszország, Görögország, Hollandia) is történtek megbetegedések. Szinte valamennyi eset Szaúd-Arábiához köthető.
A WHO nem javasolja utazási vagy kereskedelmi korlátozások bevezetését a járvány miatt.

## Fordítás
- Ez a szócikk részben vagy egészben  a   Middle East respiratory syndrome coronavirus című angol Wikipédia-szócikk ezen változatának fordításán alapul.  Az eredeti cikk szerkesztőit annak laptörténete sorolja fel. Ez a jelzés csupán a megfogalmazás eredetét és a szerzői jogokat jelzi, nem szolgál a cikkben szereplő információk forrásmegjelöléseként.